# Wake Me Up When September Ends
Wake Me Up When September Ends („Vzbuďte mne, až skončí září“) je píseň americké punkrockové skupiny Green Day. Byla vydána v roce 2004 jako čtvrtý singl z jejich sedmého alba American Idiot. Singl dosáhl ve Spojených státech na šestou příčku, čímž se stal druhým singlem, kterým Green Day pronikli do Top 10. Také se umístil na osmé příčce v Kanadě a Velké Británii, zatímco v Austrálii dosáhl třináctého místa.

## Smysl
O smyslu písně se vedlo hodně debat. Objevily se názory, že je psána k událostem z 11. září 2001.[zdroj?] V poznámkách k textu je ale datum 10. září a sám Billie Joe Armstrong potvrdil, že píseň byla psaná jako památka na jeho otce (jazzový hudebník a řidič kamionu), který zemřel na rakovinu jícnu v roce 1982, kdy bylo Armstrongovi 10 let.
V této písni Armstrong zmiňuje své bolestné dětství a vzpomíná na den, kdy jeho otec zemřel. Po této traumatické události se nikdy opravdu nezotavil a nemůže uvěřit, že 20 let uteklo tak rychle.
V Live DVD Bullet in Bible (Kulka v bibli) začal Billie Joe Armstrong opravdu plakat, když tuhle píseň hráli. Billie uvedl: „Snažil jsem se bojovat. Zpíval jsem na pódiu a dalších 60 000 lidí zpívá spolu s tebou, to bylo prostě ohromující...“.